# Arthur Ochs Sulzberger Jr.
Arthur Ochs "Pinch" Sulzberger Jr. (nacido el 22 de septiembre de 1951) es un periodista estadounidense. Sulzberger fue presidente de The New York Times Company de 1997 a 2020 y editor de The New York Times desde 1992 hasta 2018, cuando designó a su hijo Arthur Gregg Sulzberger para liderar la empresa.

## Primeros años y educación
Sulzberger nació en Mount Kisco, Nueva York hijo de Barbara Winslow (de soltera Grant) y Arthur Ochs Sulzberger. Su hermana es Karen Alden Sulzberger, quien está casada con el autor Eric Lax. Su madre era descendiente de John Alden, miembro de la tripulación del Mayflower, y del gobernador de la Colonia de Plymouth, Edward Winslow.
La madre de Sulzberger era en su mayoría de origen escocés e inglés y su padre era de origen judío alemán (tanto asquenazí como sefardí). Los padres de Sulzberger se divorciaron cuando él tenía cinco años. Fue criado en la fe episcopal de su madre; sin embargo, actualmente no practica ninguna religión. En 1974, recibió un título de Bachiller universitario en letras en ciencias políticas de la Universidad Tufts.

## Carrera
Sulzberger fue reportero del Raleigh Times en Carolina del Norte de 1974 a 1976, y corresponsal en Londres para la Associated Press en el Reino Unido de 1976 a 1978.
Sulzberger se unió a The New York Times en 1978 como corresponsal en la oficina de Washington D. C.. Se trasladó a Nueva York como reportero de la sección metropolitana en 1981 y fue nombrado editor asistente de esta sección ese mismo año. Sulzberger se graduó en 1985 del programa de desarrollo de gestión de la Escuela de Negocios de Harvard.
De 1983 a 1987, Sulzberger trabajó en diversos departamentos comerciales, incluyendo producción y planificación corporativa. En enero de 1987, fue nombrado editor asistente. Un año después, fue nombrado editor adjunto, supervisando los departamentos de noticias y negocios. En estas funciones, estuvo involucrado en la planificación de las instalaciones automatizadas de impresión en color y distribución del Times en Edison, Nueva Jersey, y en College Point, Queens, así como en la creación de un periódico en color de seis secciones.
Sulzberger se convirtió en el editor de The New York Times en 1992, y presidente de The New York Times Company en 1997, sucediendo a su padre, Arthur Ochs Sulzberger. El 14 de diciembre de 2017, anunció que cedería el cargo de editor a su hijo, A. G. Sulzberger, a partir del 1 de enero de 2018.
Sulzberger permaneció como presidente de la junta del Times hasta el 31 de diciembre de 2020, cuando también cedió ese puesto a su hijo.

## Premios y honores
- 1996 - Premio Light on the Hill de la Universidad Tufts, Massachusetts[10]
- 2006 - La Universidad Estatal de Nueva York en New Paltz, Nueva York, otorgó un doctorado honorario en letras humanísticas a Arthur Sulzberger Jr., presidente y editor de The New York Times.[11][12]
- 2012 - Premio Literario del Premio Nacional del Libro por Servicio Sobresaliente a la Comunidad Literaria Estadounidense[13]
- 2017 - Premio al Logro Periodístico de la Escuela de Periodismo de la CUNY en los 10° Premios Anuales de Excelencia en Periodismo, Nueva York[14]

## Afiliaciones
Sulzberger desempeñó un papel central en el desarrollo del Distrito de Mejoramiento Comercial de Times Square, lanzado oficialmente en enero de 1992, siendo el primer presidente de esa organización cívica.
Sulzberger ayudó a fundar y fue presidente por dos períodos de la organización Outward Bound en la ciudad de Nueva York, y actualmente forma parte de la junta de la Reserva Mohonk.

## Activismo
Sulzberger se opuso a la guerra de Vietnam y fue arrestado en manifestaciones de protesta en la década de 1970.

## Vida personal

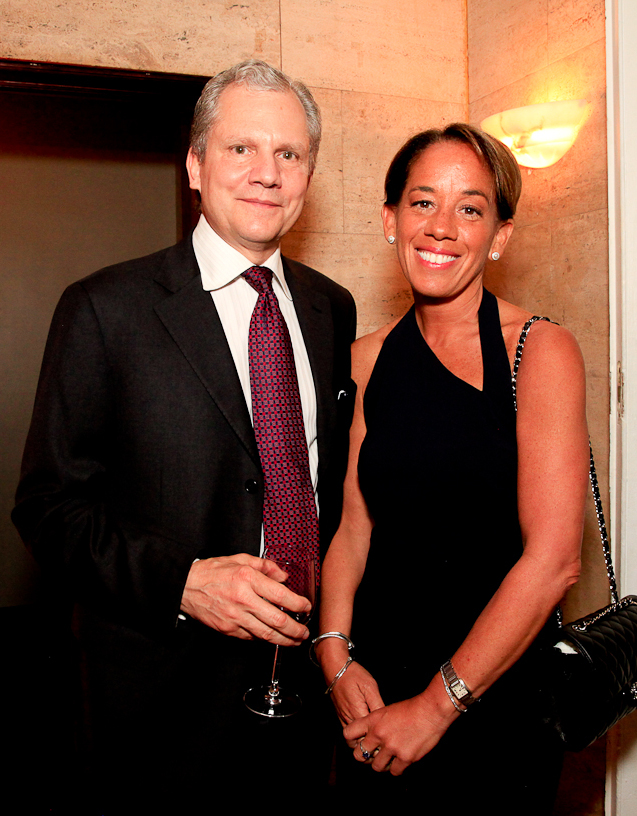
Sulzberger con Gabrielle Greene en 2013

Sulzberger se casó con Gail Gregg en 1975, y la pareja se divorció en 2008. La pareja tiene dos hijos: un hijo, Arthur Gregg Sulzberger, y una hija, Annie Sulzberger.
Sulzberger se casó con Gabrielle Greene en 2014, y la pareja solicitó el divorcio en 2020.